# Glock 21
Die Glock 21 ist eine Selbstladepistole im Kaliber .45 ACP. Die Glock 21 hat eine Magazinkapazität von 13 Patronen und ein Gewicht von 835 g (ohne Magazin), bzw. 1090 g (mit vollem Magazin).

## Modelle
Es gibt die Glock 21 auch – so wie andere Glockmodelle – als Glock 21C (Compensator). Der Kompensator ist integraler Bestandteil der Waffenkonstruktion. Durch die in den Lauf erodierten Kompensatorbohrungen und den Fortsatz dieser Bohrungen durch den Schlitten wird ein Teil der sich bei der Schussabgabe ausdehnenden Gase nach oben abgeleitet, was das Hochschlagen der Waffe als Teil des Rückstoßes vermindert. Der Nachteil der Kompensatorkonstruktionen ist, dass durch das zum Teil nach oben geleitete Mündungsfeuer – besonders in Nachtsituationen – der Schütze geblendet werden kann und somit die Verwendung durch Militär, Polizei etc. nur eingeschränkt möglich ist.
Des Weiteren gibt es auch das Modell Glock 21SF, das als Unterschied zu dem Standardmodell ein verkleinertes Griffstück und damit einhergehend einen kürzeren Abzugsdistanz aufweist. Damit wird die, durch das starke Kaliber bedingte, verhältnismäßig große Pistole auch für Schützen mit kleineren Händen einfacher beherrschbar. 
Alle Modelle (G21, G21C und G21SF) werden mittlerweile in der 5. Generation (Gen5) produziert.